# 三重県道26号四日市多度線
三重県道26号四日市多度線（みえけんどう26ごう よっかいちたどせん）は、三重県四日市市から桑名市に至る主要地方道（三重県道）である。

## 概要
四日市市北部から桑名市郊外を通る。通称、八風街道。

### 路線データ
2016年（平成28年）4月1日現在。
- 起点：四日市市平町字境垣内外45番地先[1][3]（松原町交差点）
- 終点：桑名市多度町香取字西之池221-1番地先[1][3]（香取南交差点）
- 総延長：21.3674 km[1]
- 実延長：20.4433 km[1]
- 重用延長：924.1m[1]
- 橋梁：26本（総延長：807.0m）[1]

## 歴史
- 1959年（昭和34年）1月25日 - 三重県が三重県道101号四日市多度線を路線認定[1][2]。
- 1971年（昭和46年）6月26日 - 建設省（現・国土交通省）が主要地方道に指定[4]。
- 1972年（昭和47年）3月31日 - 三重県が整理番号を101から26へ改番。
- 1993年（平成5年）5月11日 - 建設省から、主要県道四日市多度線が四日市多度線として主要地方道に再指定される[5]。

## 路線状況

### 重複区間
- 国道421号（桑名市星川・星川交差点 - 桑名市星川・星川西交差点）

### 利用状況
| 地点             | 平日12時間        | 平日24時間        |
| 地点             | 2005年度⇒2010年度 | 2005年度⇒2010年度 |
| 四日市市伊坂町   | 5,101台⇒6,717台   | 6,631台⇒ 8,934台  |
| 桑名市坂井       | 8,839台⇒9,338台   | 11,491台⇒12,233台 |
| 桑名市嘉例川     | 3,178台⇒2,838台   | 4,131台⇒ 3,718台  |
| 桑名市多度町多度 | 8,780台⇒8,741台   | 11,414台⇒11,451台 |

## 地理

### 通過する自治体
- 四日市市
- 桑名市
- 員弁郡東員町
- 桑名市

### 接続する道路

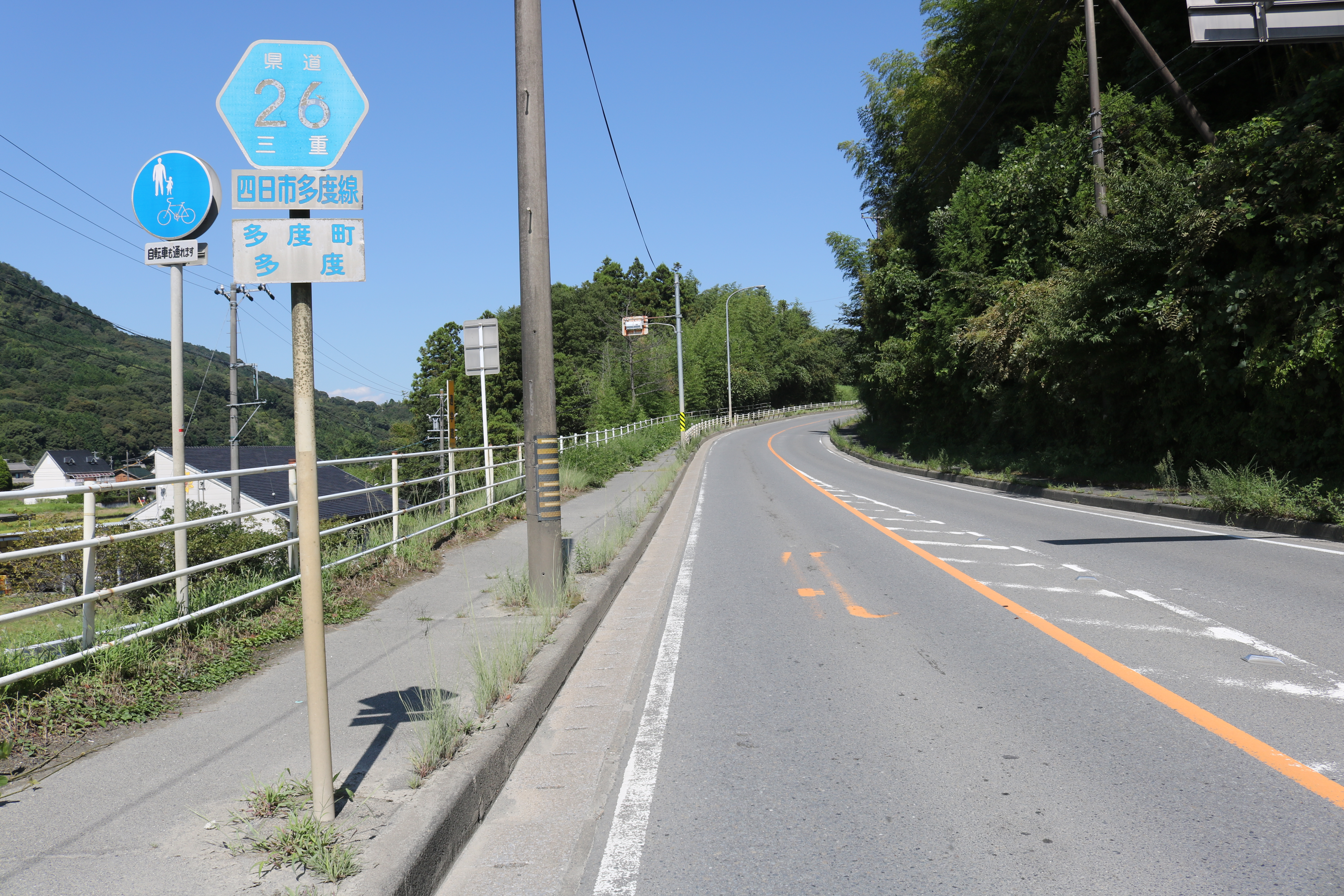
三重県道26号四日市多度線、桑名市多度町多度にて

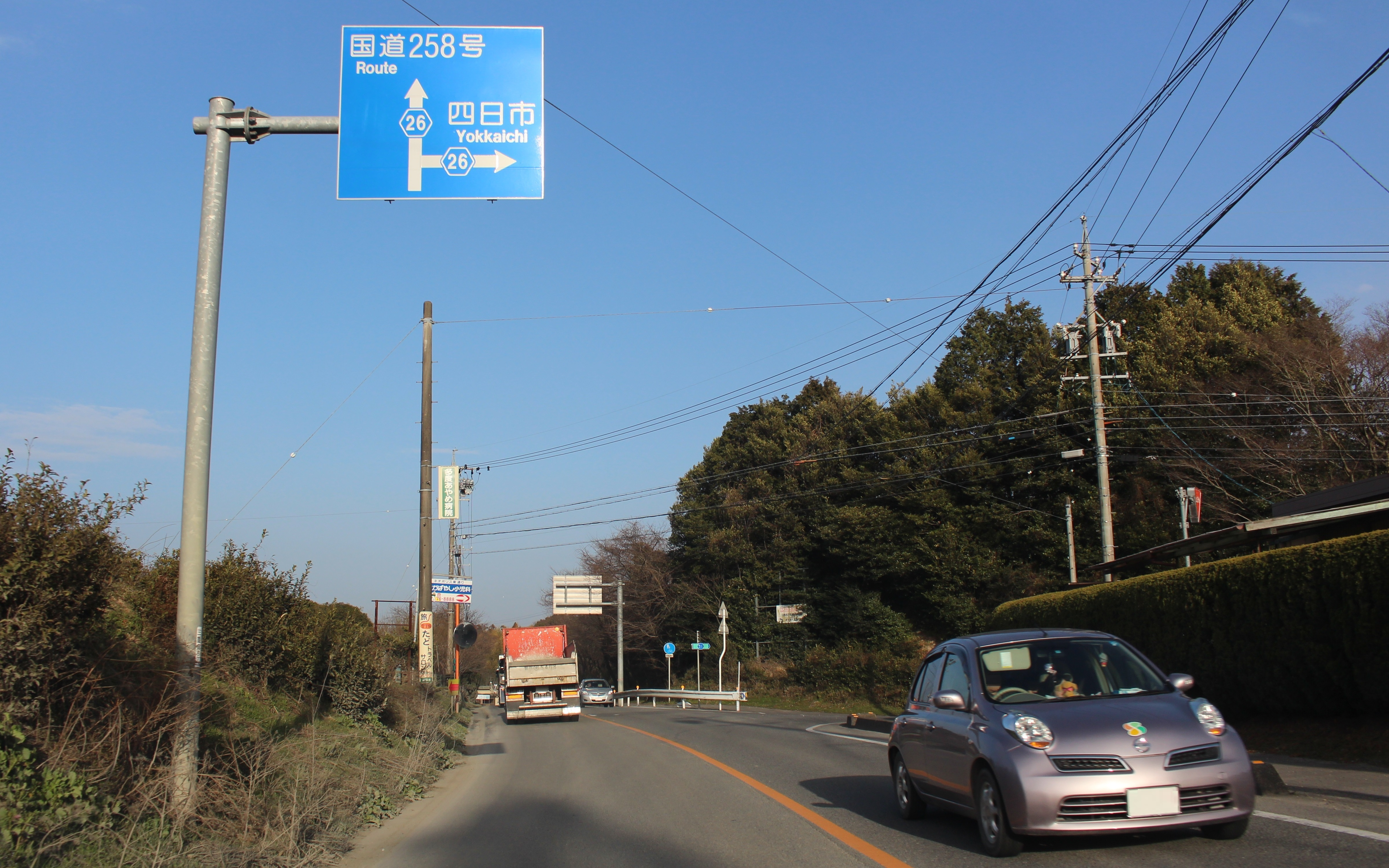
三重県道5号北勢多度線との交差点）、桑名市多度町北猪飼にて

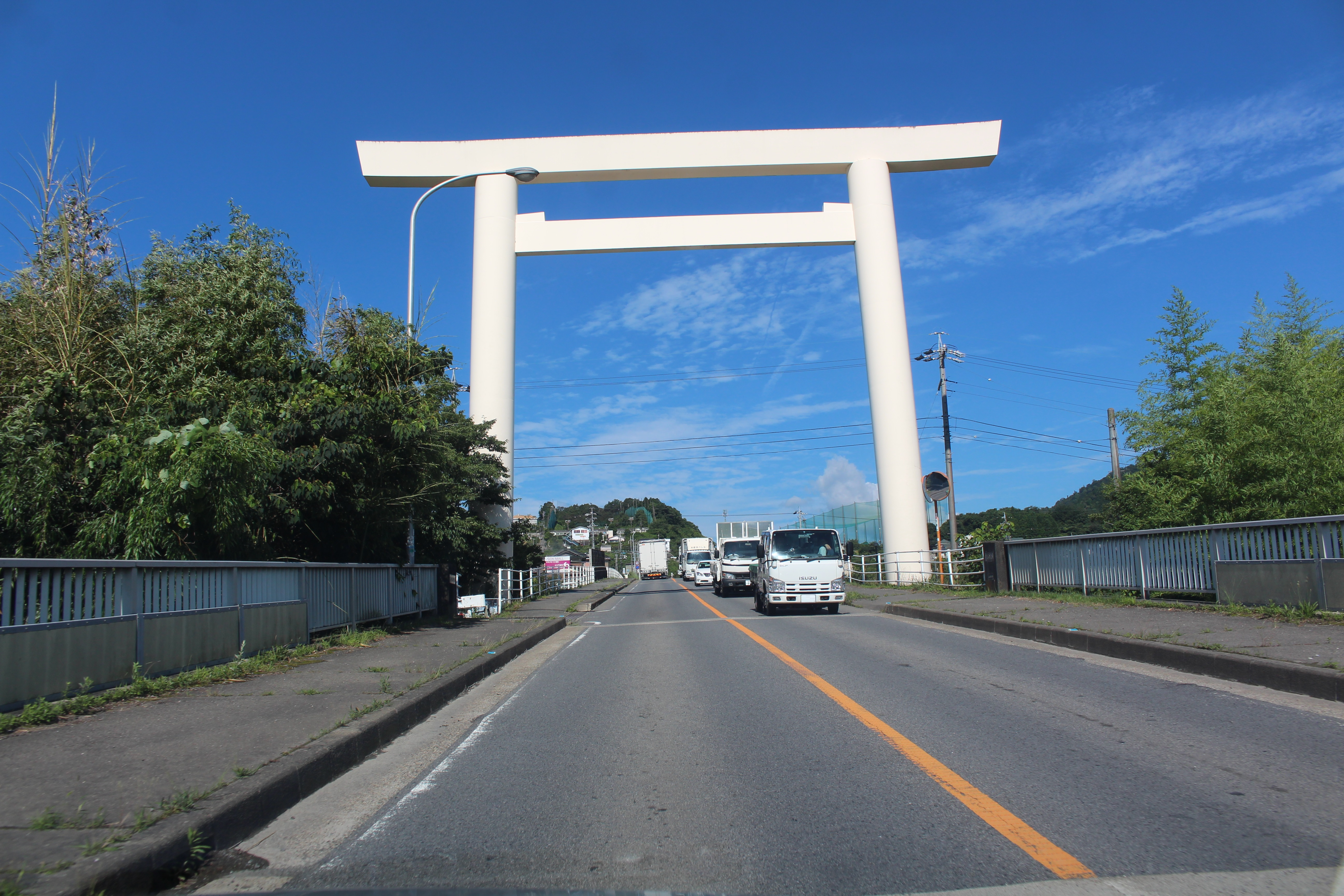
終点付近にある多度大社の大鳥居、桑名市多度町

- 国道1号・三重県道505号四日市港松原線（起点）
- 三重県道66号四日市朝日線（四日市市蒔田1丁目）
- 三重県道66号四日市朝日線（四日市市川北1丁目）
- 三重県道3号桑名大安線（桑名市赤尾・赤尾北交差点）
- 三重県道63号星川西別所線（桑名市星川・坂井橋交差点）
- 国道421号（桑名市星川・星川交差点）
- 国道421号（桑名市星川・星川西交差点）
- 三重県道148号御衣野北猪飼線（桑名市多度町御衣野）
- 三重県道5号北勢多度線（桑名市多度町北猪飼）
- 国道258号（大桑国道）・三重県道117号多度長島線（終点）

### 沿線にある施設など
- イオンモール四日市北
- 四日市市役所 大矢知市民センター
- 大矢知郵便局
- 三岐鉄道三岐線 大矢知駅
- 朝明川
- 東名阪自動車道 四日市JCT
- 伊坂台
- 赤尾台
- 桑名市立正和中学校
- MIEコーポレーション本社
- 星川ショッピングタウンサンシティ
  - バロー星川店
- 三重ごみ固形燃料発電所
- 桑名市立多度南小学校
- 桑名市役所多度支所
- ふるさと多度文学館

## 別名
- 八風街道（桑名市、東員町）

## 参考資料
- 『県別マップル24 三重県道路地図』（昭文社、2009年3版1刷発行、ISBN 978-4-398-62474-1 、6,19,22,26ページ）
- 『路線認定調書 平成28年4月1日』三重県、2016年、94頁。